# Галли да Бибьена, Джузеппе
Джузеппе Галли да Бибьена, или Биббиена (итал. Giuseppe Galli da Bibiena; (5 января 1696, Парма —1757, Парма) — итальянский архитектор и театральный декоратор, рисовальщик и гравёр. Представитель большой семьи театральных декораторов, рисовальщиков-орнаменталистов.

## Жизнь и творчество
Джузеппе Галли был вторым сыном Фердинандо Галли да Бибьена (1657—1743). Он учился у отца, путешествуя вместе с ним по различным европейским городам, сопровождал отца в Барселону, а затем в Вену в компании дяди Франческо Галли да Бибьена. Когда его отец в 1717 году покинул двор Габсбургов, он остался в Вене и стал отвечать за организацию придворных торжеств и официальных мероприятий. Несмотря на это, только в 1723 году он был признан «первым театральным инженером».
Джузеппе был необычайно плодовитым художником. Вместе с младшим братом Антонио Галли да Бибьена, пока старший брат Алессандро находился в Германии при дворе курфюрста Палатина, он оформлял декорации для фестивалей в Вене, Линце, Граце и Праге. Он был постоянным оформителем всех театральных постановок, семейных торжеств, бракосочетаний, рождений и погребений. Он проектировал катафалки для более чем тридцати театрализованных похорон знатных лиц и многочисленные декорации для придворных балов.
В 1722 году он работал в Мюнхене, год спустя в Праге создавал декорации к спектаклю «Констанция и крепость» в Градчанском замке; в 1742 году в Вене — для оперного театра, затем в 1747 году работал в Дрездене (Саксония) в качестве сценографа и декоратора оперного театра.
Его наиболее известная работа — оформление праздника по случаю приезда в Прагу в 1723 году Карлa VI, ставшего королём Богемии. В 1747 году Джузеппе создал придворный камерный театр в Байрейте, одновременно служивший бальным залом. В строительстве театра ему помогал сын Карло (1728—1787). В период Семилетней войны, отвлёкшей королевские дворы от празднеств и увеселений, Джузеппе странствовал в поисках заказов по многим странам Европы: городам Франции, Голландии, Англии, Швеции.
Его сын Карло (1728—1787) короткое время (1776—1778) работал в Санкт-Петербурге.
После смерти короля Карла художник в 1750 году переселился в Дрезден, чтобы отремонтировать театральное здание (сгоревшее в 1849 году), пока в 1751 году он не получил специальный заказ от Фридриха II Прусского, известного как «Великий», который пожелал иметь свой театр в Берлине. Однако 12 марта 1757 года Джузеппе Галли да Бибьена умер в возрасте шестидесяти одного года.
Джузеппе оставил обширную коллекцию своих рисунков и гравюр. Ещё в 1716 году он опубликовал рисунки, сделанные им для театральных спектаклей: «Альчины», в 1723 году — для «Костанцы» и «Фортеццы», а в 1740—1744 — свои эскизы альбома «Архитектура и перспектива» (Architettura e Prospettiva).

## Галерея

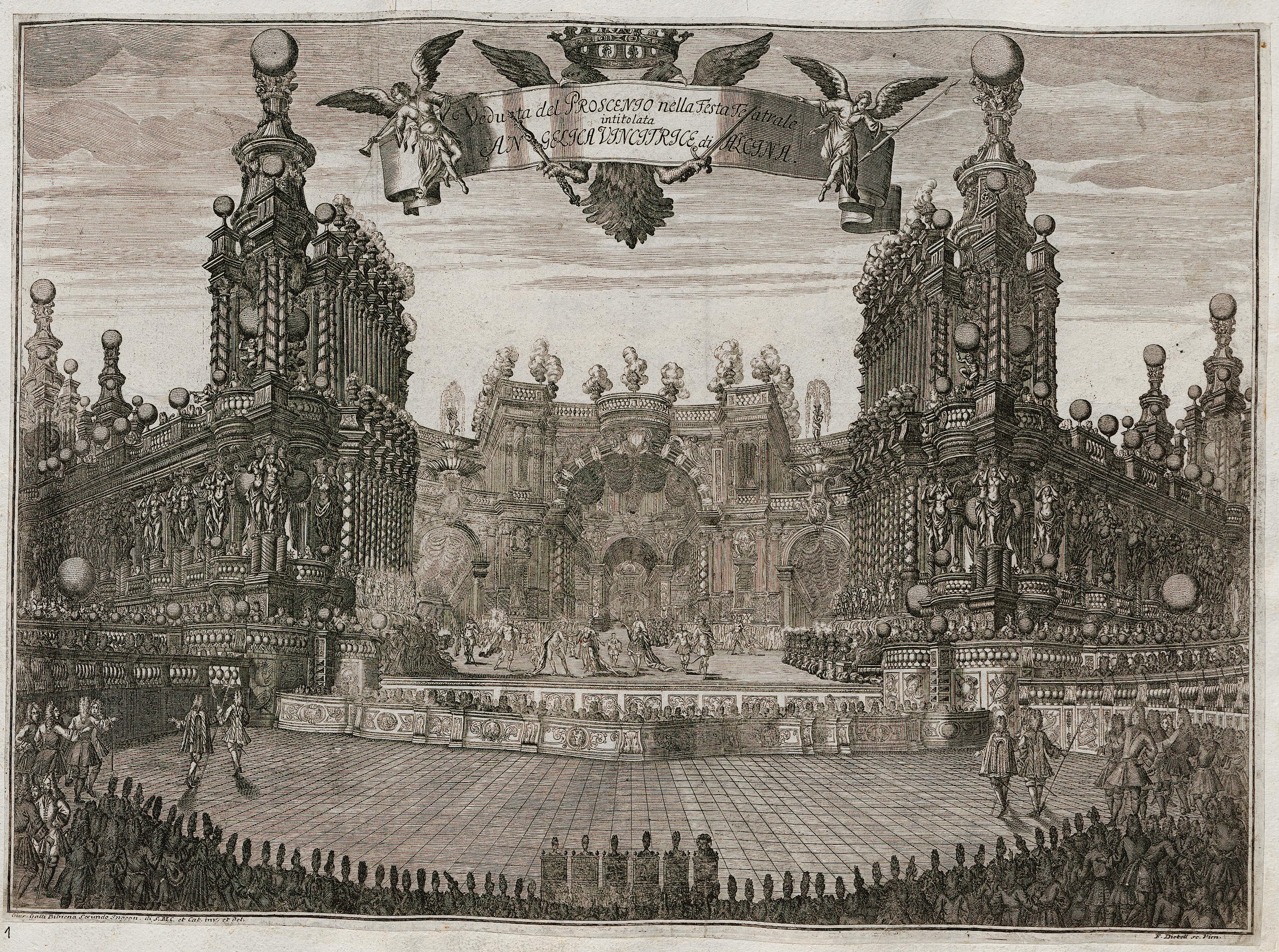
Вид сцены постановки «Анжелика победительница Альчины». 1716. Парк Фаворита, Вена. Офорт. Герцогская библиотека, Бад-Арользен
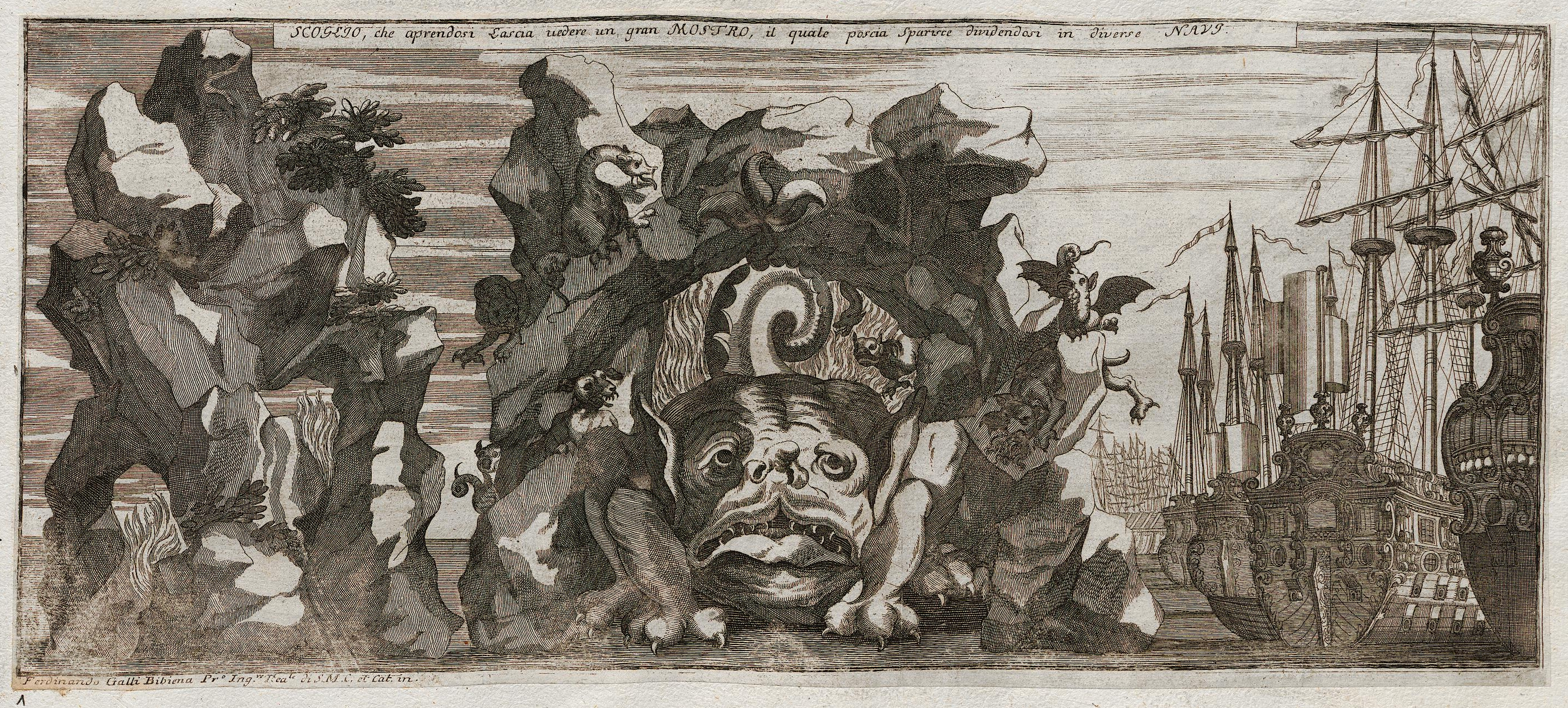
«Анжелика победительница Альчины». Aкт IV
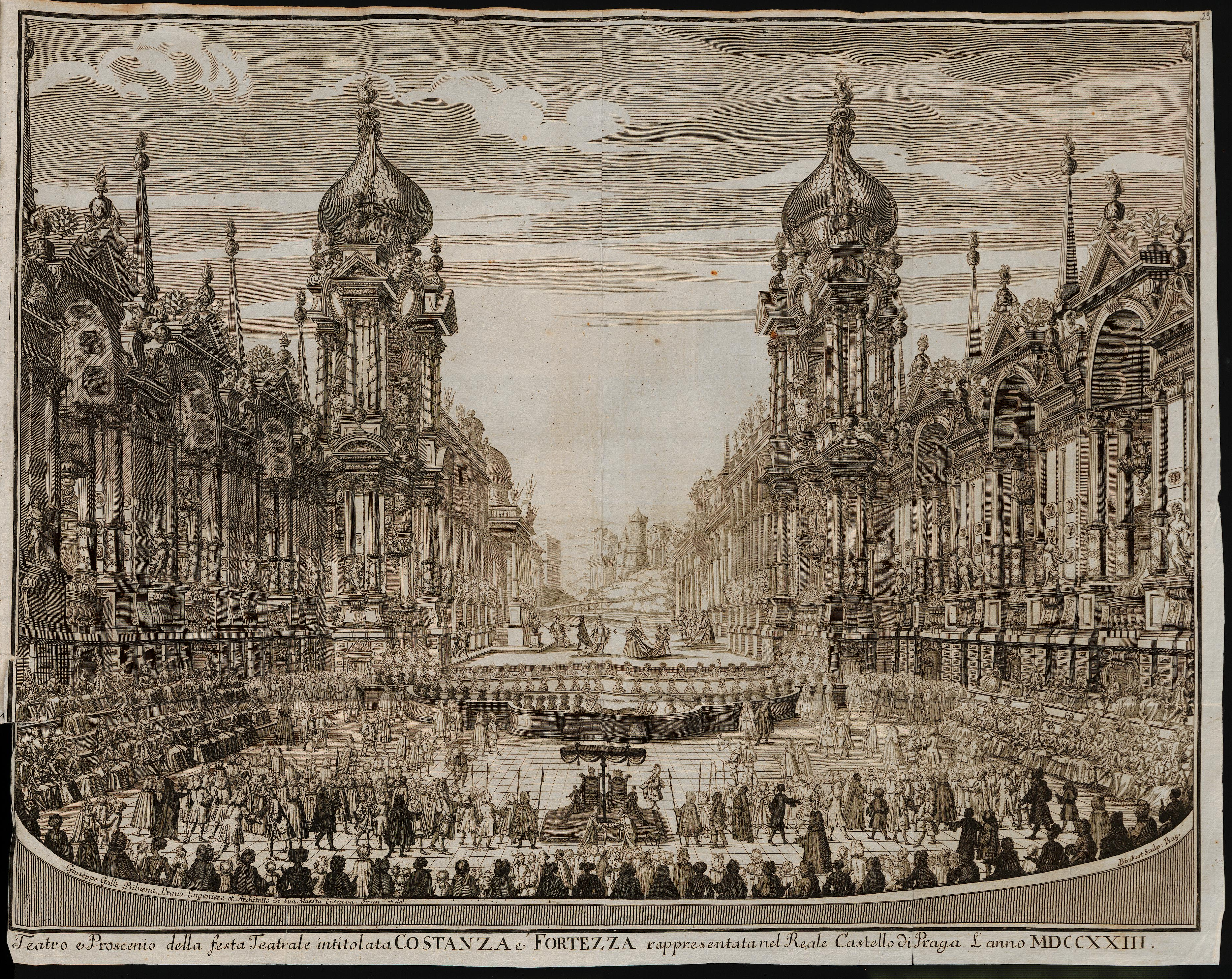
Постановка оперы «Костанца и сила» в Праге. 1723. Офорт. Герцогская библиотека, Бад-Арользен
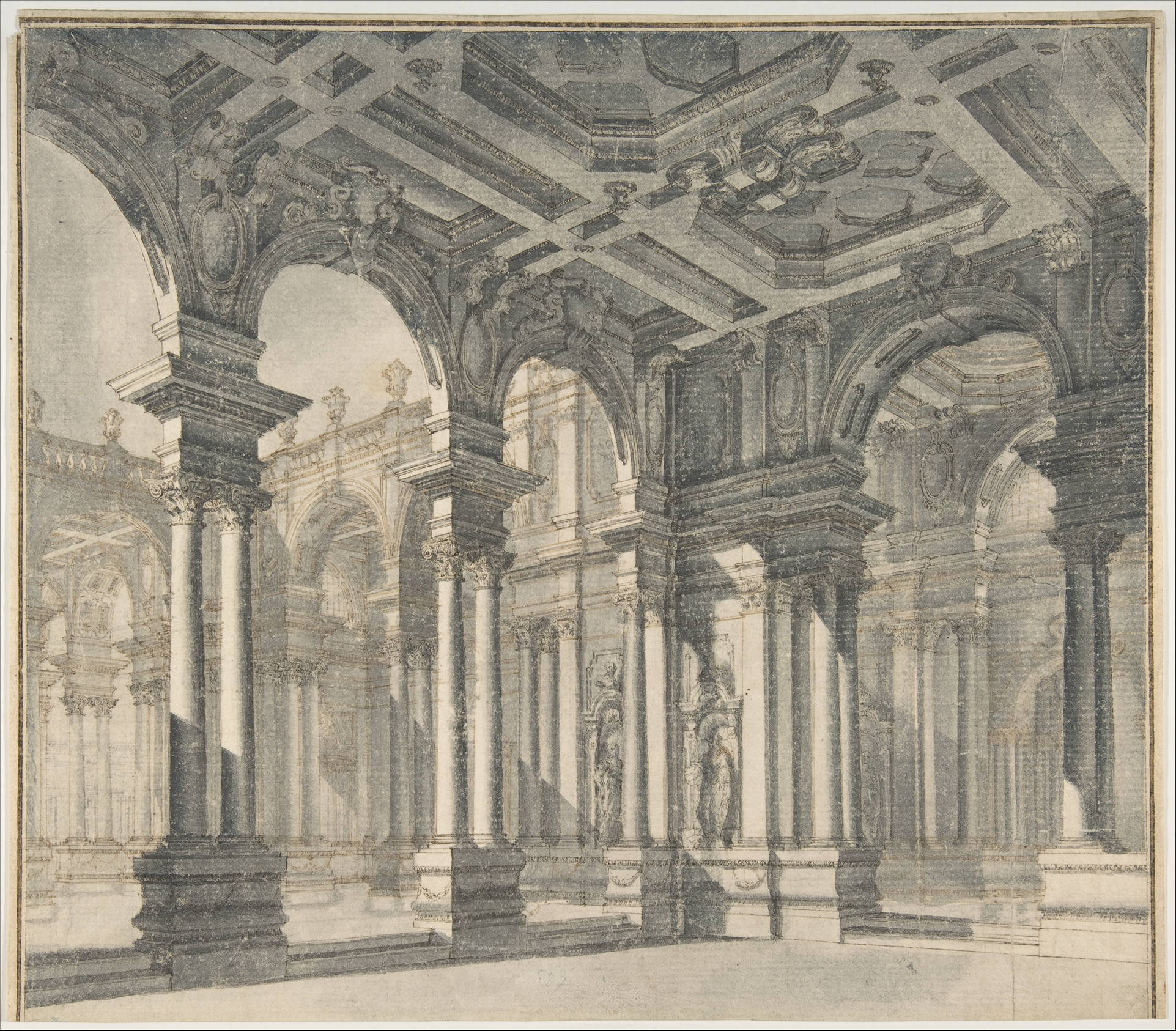
Проект сцены с монументальной аркадой. Бумага, тушь, сепия, перо, кисть. Метрополитен-музей, Нью-Йорк
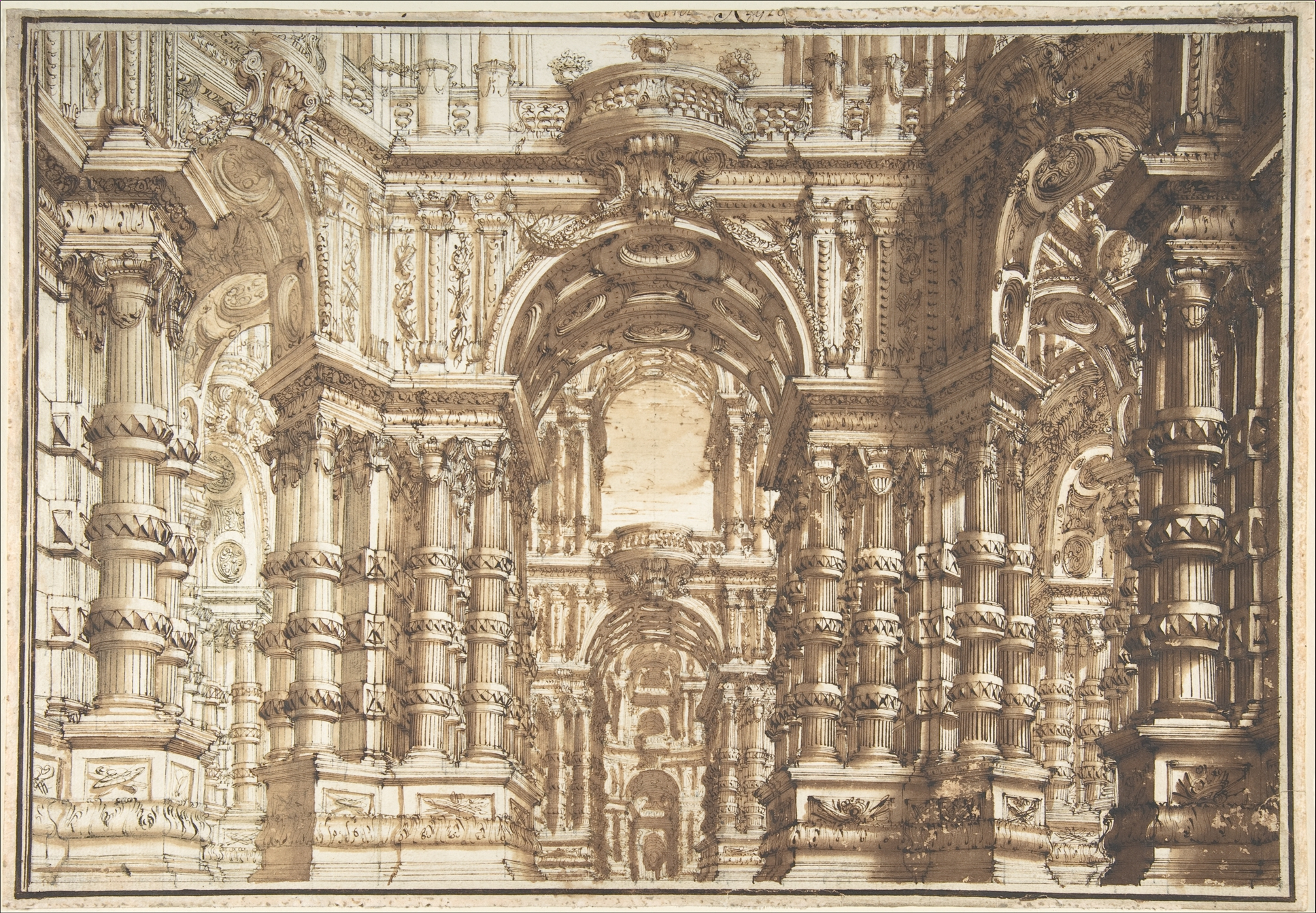
Проект декорации. Бумага, сепия, перо, кисть. Метрополитен-музей, Нью-Йорк
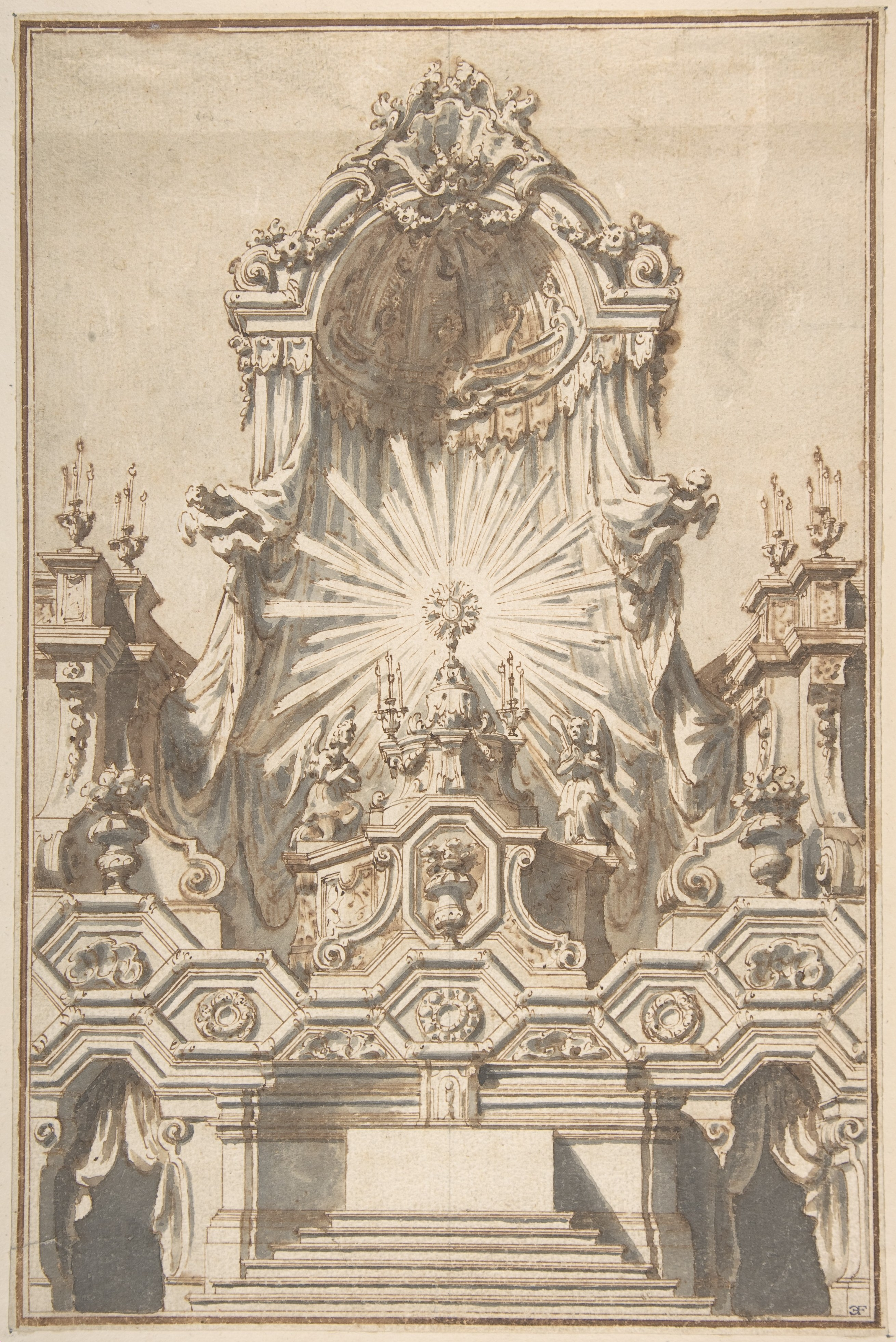
Проект алтаря. Между 1710 и 1720. Бумага, тушь, акварель, перо, кисть. Метрополитен-музей, Нью-Йорк
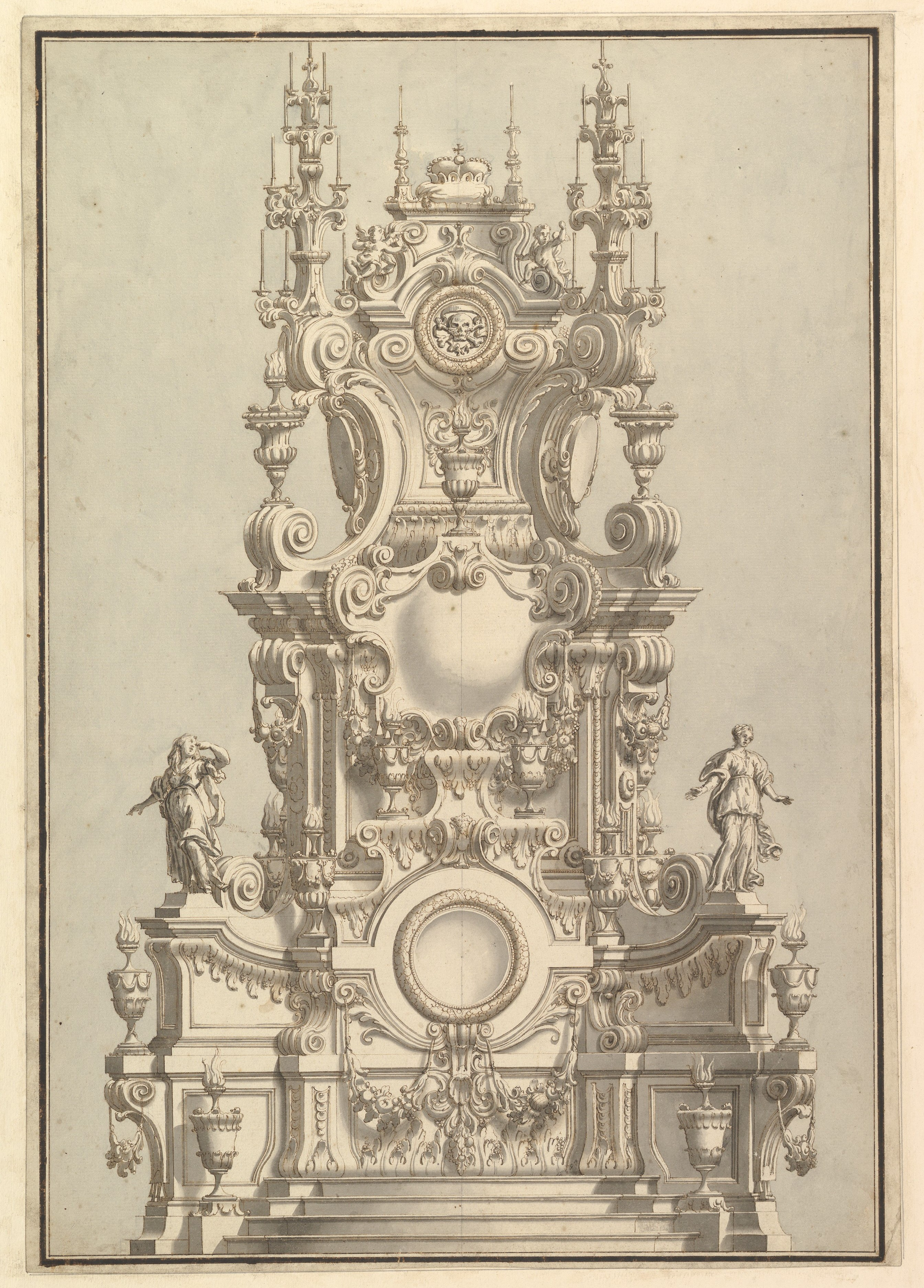
Проект катафалка. Между 1696 и 1756. Бумага, тушь, перо, кисть. Метрополитен-музей, Нью-Йорк